# Cercanías di Malaga
La rete Cercanías di Malaga (in spagnolo Cercanías Málaga) è il servizio ferroviario suburbano che serve Malaga e parte dei comuni della sua provincia. La rete comprende 70 km di ferrovie, due linee e 24 stazioni di servizio.
Il nucleo delle Cercanías di Malaga è uno dei più importanti in Spagna per numero di viaggiatori. Nel 2011 sono stati trasportati 6 890 705 passeggeri.

## Rete
La rete si compone di 2 linee:
- C-1 Fuengirola - Malaga Centro-Alameda
- C-2 Malaga Centro-Alameda - Álora